# Dobrotin (Podujevo)
Pour les articles homonymes, voir Dobrotin.
Dobratin en albanais et Dobrotin en serbe latin (en serbe cyrillique : Добротин) est une localité du Kosovo située dans la commune/municipalité de Podujevë/Podujevo, district de Pristina (Kosovo) ou district de Kosovo (Serbie). Selon le recensement kosovar de 2011, elle compte 1 576 habitants, dont 1 571 Albanais.

## Démographie

### Évolution historique de la population dans la localité
| 1948 | 1953  | 1961  | 1971  | 1981  | 1991  | 2011  |
| ---- | ----- | ----- | ----- | ----- | ----- | ----- |
| 944  | 1 019 | 1 094 | 1 227 | 1 329 | 1 537 | 1 576 |

|  |